# Rancheria (fiume Colombia)
Il Río Rancheria  è un fiume della Colombia, lungo circa 150 chilometri. Nasce sulla Sierra Nevada de Santa Marta e sfocia nel Mar dei Caraibi nei pressi di Riohacha.